# Direito de execução penal
Direito de Execução Penal é o ramo do Direito Processual Penal que se inicia após o trânsito em julgado de sentença condenatória criminal, proferida por juízo competente para fazê-la.
O direito subjetivo do Estado de penalizar um cidadão é decorrente da legislação que carrega consigo as normas incriminadoras que tipificam certos atos humanos como crime.

## No Brasil
Assim diz o Código Penal Brasileiro em seu artigo 1º: "Não há crime sem lei anterior que o defina. Não há pena sem prévia cominação legal." Esse artigo nos explica que a pena na qual o Estado pode imputar a alguém só existe se houver cominação em alguma legislação em vigor na época dos fatos ocorridos.
O direito do Estado de executar uma pena a alguém vem se evoluindo durante a História da humanidade. Partindo da ideia de que o réu condenado a uma sanção penal não é sujeito sem direitos fundamentais, a Constituição da República de 1988 coloca limites a esse direito público que colide com direitos individuais fundamentais da pessoa humana.
"Não haverá penas: 
a) de morte, salvo em caso de guerra declarada, nos termos do art. 84, XIX;
b) de caráter perpétuo;
c) de trabalhos forçados;
d) de banimento;
e) cruéis."
— Artigo 5º inciso XLVIII da Constituição Federal de 1988.